# Сподаренко Іван Васильович
Іва́н Васи́льович Сподаре́нко (23 січня 1931, Стольне, Менський район, Чернігівська область, Українська РСР, СРСР — 17 грудня 2009, Київ, Україна) — український журналіст і політик, член Спілки письменників України (з 1984 року). Член Ревізійної комісії КПУ в 1986—1990 роках. Член ЦК КПУ в 1990—1991 роках. Заслужений журналіст Української РСР (1991). Герой України (2006), кавалер ордена князя Ярослава Мудрого V ступеня (2006).

## Біографічні відомості
Народився 23 січня 1931 в селі Стольному, Українська РСР, СРСР (тепер Менського району, Чернігівської області). Українець.
У 1957 році закінчив Київський університет імені Тараса Шевченка за фахом журналіст. Член КПРС з 1959 року.
- 1949—1950 — інструктор, літредактор, секретар редакції газети «Шлях перемоги» (селище Березна).
- 1950—1951 — старший піонервожатий Синявської середньої школи Чернігівської області.
- 1952—1953 — редактор управління прекліше РАТАУ, місто Київ.
- 1956—1960 — літпрацівник редакції газети «Червоний прапор», місто Рівне.
- 1960—1965 — кореспондент РАТАУ у Волинській області.
- 1965—1966 — заступник редактора газети «Радянська Волинь», місто Луцьк.
- 1966—1971 — редактор газети «Радянська Волинь», місто Луцьк.
- 1971—1973 — редактор газети «Зоря Полтавщини», місто Полтава.
- Листопад 1973—2002 — редактор, головний редактор редакції газети «Сільські Вісті».

Працював у редакціях газет «Шлях перемоги», «Червоний прапор», «Радянська Волинь», «Зоря Полтавщини».
Народний депутат України 4-го скликання з квітня 2002 до квітня 2006 від СПУ, № 5 в списку. На час виборів: головний редактор газети «Сільські вісті», безпартійний. Член фракції СПУ (з травня 2002). Голова підкомітету з питань міжнаціональних відносин Комітету з питань прав людини, національних меншин і міжнаціональних відносин (з червня 2002).
Народний депутат України 5-го скликання з квітня 2006 до листопада 2007 від СПУ, № 4 в списку. На час виборів: народний депутат України, безпартійний. Член фракції СПУ (з квітня 2006). Голова підкомітету з питань міжнаціональних відносин Комітету з питань прав людини, національних меншин і міжнаціональних відносин (з липня 2006).
Народний депутат України 6-го скликання з листопада 2007 від Блоку «Наша Україна — Народна самооборона», № 17 в списку. На час виборів: тимчасово не працював, безпартійний. Член фракції Блоку «Наша Україна — Народна самооборона» (з листопада 2007). Секретар Комітету з питань прав людини, національних меншин і міжнаціональних відносин (з грудня 2007).
23 січня 2006 року указом Президента України В. Ющенка нагороджений званням Героя України.

Могила Івана Сподаренка

Помер 17 грудня 2009 року після тяжкої тривалої хвороби. Похований в Києві на Байковому кладовищі (ділянка № 33).

## Нагороди
- Звання Герой України з врученням ордена Держави (23 січня 2006) — за визначні особисті заслуги перед Українською державою у розвитку журналістики, послідовне відстоювання принципів свободи слова, багаторічну активну громадсько-політичну діяльність[5]
- Орден князя Ярослава Мудрого V ст. (11 березня 2005) — за вагомий особистий внесок у розвиток вітчизняної журналістики, об'єктивне висвітлення суспільно-політичних, економічних процесів і проблем розвитку села та з нагоди 85-річчя заснування газети «Сільські вісті»[6]
- Заслужений журналіст Української РСР (29 січня 1991) — за заслуги у висвітленні питань політичного і соціально-економічного розвитку, активну журналістську діяльність[7]
- Нагороджений багатьма орденами та медалями Радянського Союзу, зокрема орденами Жовтневої Революції, Трудового Червоного Прапора, «Знак Пошани».

## Контраверсії
- На думку ряду проросійських джерел[8][9][10][11][12][13][14][15][16] Іван Васильович був антисемітом.
- Присвоєння звання Герой України було негативно сприйнято деякими особами. Фрагмент відкритого листа президенту Ющенко проти звання героя України:  Змушені нагадати, що газета «Сільські вісті», редакційна рада якої очолює Іван Сподаренко, опублікувала кілька десятків (!) Грубих антисемітських статей в стилі геббельсівської пропаганди, що ображають честь і гідність цілої нації. Чи не тому автор указу відзначив послідовність Івана Сподаренка у відстоюванні свободи слова, що той давав добро на подібні публікації? І не в тому чи угледів він його видатні особисті заслуги, що наш «герой» особисто поставив підпис під відверто антисемітських заявою, спрямованим проти «організованого єврейства» і опублікованим в журналі «Персонал плюс», добре відомому, причому не тільки в Україну, своєї неприхованою ксенофобією? Будемо сподіватися, що немає[17]

Відкритий лист проти присвоєння звання Герой України Іванові Сподаренку підписали:
- Леонід Кравчук, перший Президент України;
- Петро Толочко, професор, доктор історичних наук, академік Національної академії наук України (НАН України);
- Д-р Володимир Малинкович, політолог і правозахисник;
- Ігор Коваленко, академік НАН України, професор;
- Борис Малиновський, професор, членкор НАН України, заслужений діяч науки і техніки України, лауреат державних премій;
- Володимир Ніколаєв, професор, доктор медичних наук, заслужений діяч науки і техніки України, лауреат держпремії СРСР;
- Євген Головаха, професор, доктор філософських наук;
- Ісаак Трахтенберг, професор, доктор медичних наук, академік АМН України, членкор НАН України, заслужений діяч науки і техніки України;
- Ілля Левітас, президент Ради національних товариств України;
- Олександр Коротко, поет;
- В. Коваль, професор, доктор технічних наук;
- Ніна Королюк, професор, доктор мистецтвознавства;
- Анатолій Лизогуб, доктор хімічних наук;
- Галина Стрижак, директор Будинку вчених НАН України.

Більшість із них відомі й іншими антиукраїнськими акціями.